# Socha svatého Jana Nepomuckého (Lázně Bohdaneč, u mlýnů)
Barokní pískovcová socha svatého Jana Nepomuckého se nalézá nedaleko od kruhového objezdu na komunikaci II/211 u mlýnů u Opatovického kanálu v městečku Lázně Bohdaneč v okrese Pardubice.

## Dějiny
Barokní pískovcová socha svatého Jana Nepomuckého byla slavnostně vztyčena v roce 1729 u příležitosti jeho svatořečení. Socha byla renovována v roce 1879 a následně v roce 2006.

## Popis
Na pískovcovém podkladním schodě stojí hranolový podstavec zakončený římsou, ze které ční pozůstatek po zavěšené lucerně. Na čelní straně podstavce se nalézá v obdélníkovém rámečku s vykrojenými rohy latinský nápis „IN DEI SANCTIQVE IOANIS HONOREM HAEC STATVA SOPITIS INVASIONIBVS BORVSSIAE NOVITER RESTAVRATA
Renovatum 1879“. Na bočních stranách podstavce jsou prázdné obdélníkové rámečky s vykrojenými rohy.
Na římse stojí na profilovaném podstavci socha světce oděného v tradičním kanovnickém rouchu s biretem na hlavě. Světec drží v náručí krucifix a okolo hlavy má svatozář s pěti hvězdami.

## Galerie

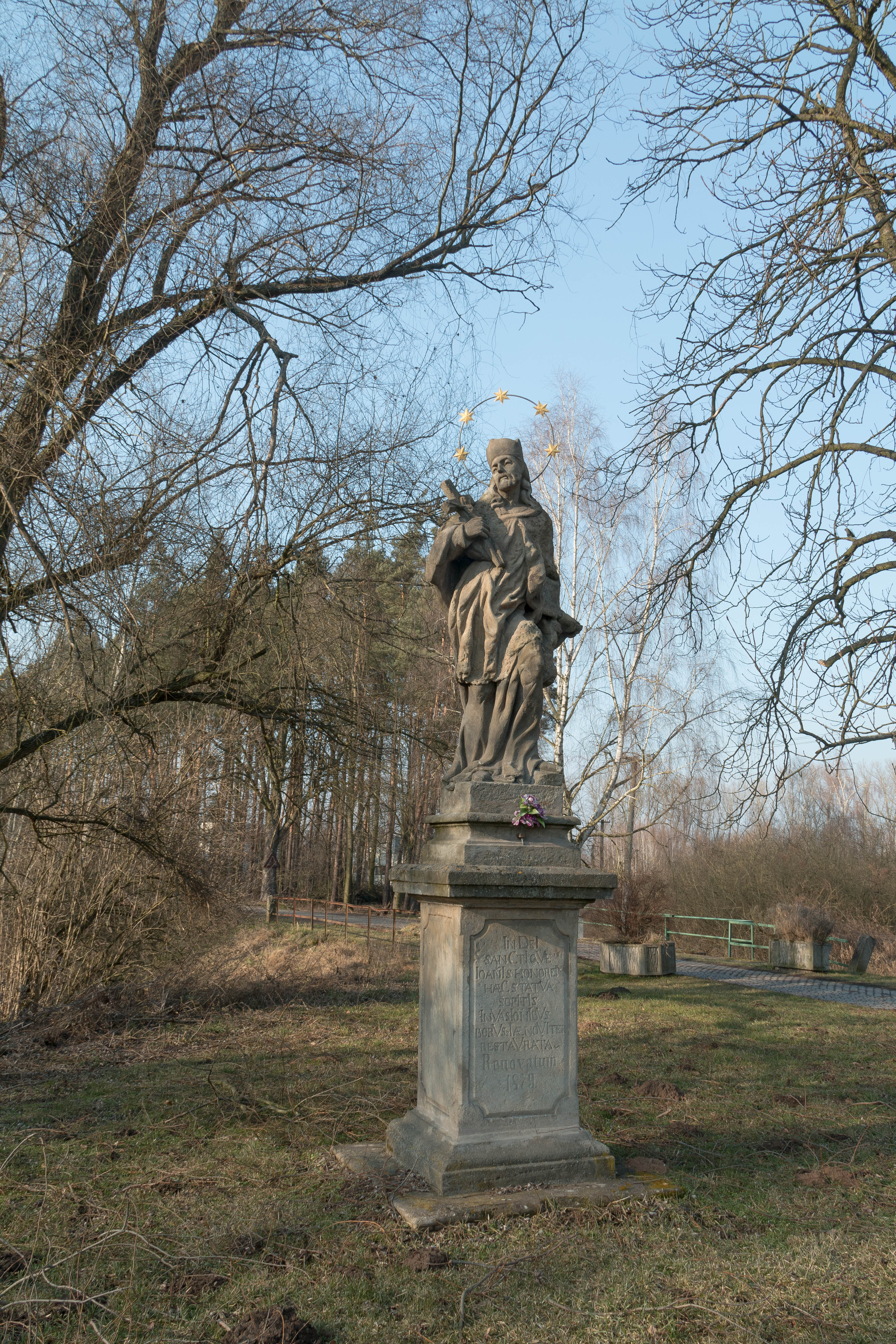
Lázně Bohdaneč - svatý Jan Nepomucký u mlýnů v roce 2015
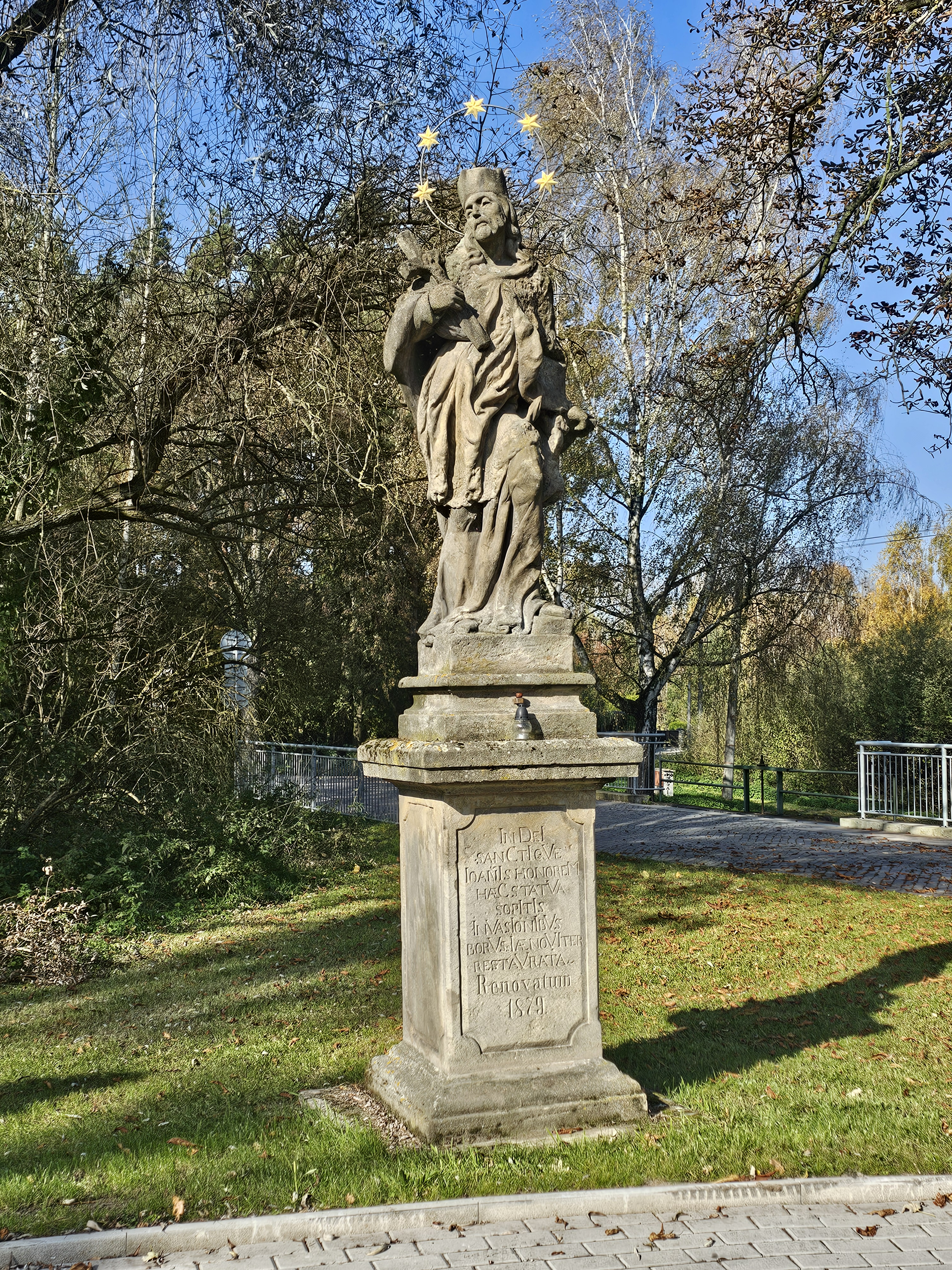
Lázně Bohdaneč - svatý Jan Nepomucký u mlýnů v roce 2024